# Zen Cart
Zen Cart – program do obsługi sklepów internetowych oparty na PHP, MySQL i komponentach HTML. Wywodzi się z OsCommerce, od którego się odłączył jako osobny projekt i poza estetyką odróżnia go długa lista cech. Sklep można dostosować do sprzedaży każdego rodzaju artykułów, działa w wielu językach (także polskim) i walutach. Rozpowszechniany jest za darmo w ramach Otwartego Oprogramowania na licencji GPL.
Można stworzyć m.in. rozbudowany system obsługi płatności i opcji wysyłki. Zen Cart posiada możliwość dostosowania wyglądu sklepu internetowego do własnych potrzeb dzięki szablonom, które zostały zaimplementowane w strukturę całego sklepu i są oddzielone od kodu programu.
Najnowsza wersja Zen Cart nosi numer 1.5.5e. Dostępna jest również polska płatna edycja Professional wzbogacona o dodatkowe funkcje i bezterminową bezpłatną opiekę techniczną, w pełni zgodna ze specyfiką polskich przepisów prawnych.
Zen Cart jest aplikacją bardzo wydajną, doskonale działającą na typowych kontach hostingowych oferowanych w Polsce. Minimalne wymagania środowiska serwera to obsługa baz danych MySQL i PHP w wersji co najmniej 5.4.x do najnowszych (minimalna wymagana do działania wersja PHP 5.2.10 nie jest zalecana ze względów bezpieczeństwa środowiska serwera i zwiększonej podatności na ataki zewnętrzne).

## Główne cechy
Domyślna instalacja Zen Cart obejmuje wszystko, co potrzebne do utrzymania profesjonalnej witryny sklepu internetowego. Właściciel zarządza produktami, cennikiem, dostawami, biuletynami informacyjnymi, sprzedażą itd. z panelu administracyjnego. Koszyk jest tak skonfigurowany, by przyjmował opłaty uiszczane przy pomocy powszechnie używanych kart i kilku popularnych usługodawców zajmujących się płatnościami online. Począwszy od wersji 1.5.0 Zen Cart, jako jedyna aplikacja udostępniana na licencji GPL, spełnia surowe warunki standardu zabezpieczeń aplikacji płatniczych PA-DSS.
Poniższa lista przedstawia główne cechy Zen Cart:
- obsługa wielu języków
- możliwość tworzenia grup klientów
- nieograniczony podział na kategorie
- różne typy sprzedaży i zniżek
- różne sposoby wyświetlania treści
- system szablonów zgodny z XHTML 1.0
- w wersji 1.5.5e domyślny szablon responsywny oparty na frameworku Bootstrap, zgodny z HTML5 i CSS3
- nieograniczona liczba stron dodatkowych
- wbudowany system zarządzania bannerami reklamowymi
- różne opcje dostawy
- różne opcje regulowania płatności
- menedżer biuletynów informacyjnych
- kupony zniżkowe
- bony podarunkowe
- eksponowanie produktów
- zniżki przy zakupie hurtowym
- optymalizacja strony